# Rudno
Rudno é um município da Eslováquia, situado no distrito de Turčianske Teplice, na região de Žilina. Tem 7,28 km² de área e sua população em 2018 foi estimada em 193 habitantes.

## Demografia
| Ano:        | 1994 | 2004   | 2014   | 2024   |
| ----------- | ---- | ------ | ------ | ------ |
| Broj ljudi: | 228  | 227    | 212    | 210    |
| Razlika:    |      | -0,43% | -6,60% | -0,94% |

| Ano:               | 2023 | 2024 |
| ------------------ | ---- | ---- |
| Número de pessoas: | 210  | 210  |
| Diferença:         |      | +0%  |